# Olivier Kugler
Olivier Kugler (* 1970 in Stuttgart) ist ein deutscher Comiczeichner und Illustrator, der in London lebt und arbeitet. Er ist der Sohn des deutschen Künstlers Klaus Kugler.

## Leben und Werk
Kugler studierte Grafik-Design in Pforzheim und ging dann nach New York, um dort zweieinhalb Jahre mit anfänglich kleinem Erfolg als freier Grafikillustrator zu arbeiten. An der „School of Visual Arts“ in New York bildete er sich im Programm „Illustration as visual essay“ weiter, welches das Zeichnen vor Ort lehrt und propagiert und fand dort seinen heutigen Stil. Wegen der besseren Bedingungen für Illustratoren und der Liebe wegen zog Kugler anschließend nach London, wo er seit Jahrzehnten lebt.
Kuglers Schwerpunkt sind gezeichnete Reportagen, in denen er den Alltag von Menschen darstellt, die er an den verschiedensten Orten der Welt getroffen und begleitet hat. Er zeichnet u. a. für The Guardian, die Süddeutsche Zeitung, Gentlemen’s Quarterly (deutsche Ausgabe), The New York Times und The New Yorker.
2011 begleitete er zeichnerisch u. a. die Wahlen im Vereinigten Königreich, ebenso die königliche Hochzeit und er porträtierte einen Fischer in Ghana. 2012 besuchte er für Oxfam und The Guardian in Burkina Faso die Dürreopfer, er berichtete über die Unruhen in Ägypten auf dem Tahrir-Platz und porträtierte einen Lastwagenfahrer im Iran. „Ich liebe es, vor Ort zu zeichnen,“ sagt Kugler selbst dazu. Im Dezember 2013 reiste er zusammen mit Médecins sans Frontières ins Flüchtlingslager Domiz, gelegen im kurdischen Irak an der Grenze zu Syrien.
Bereits 2009 war er nach Laos gereist, wo er den Tierarzt Bertrand Bouchard kennenlernte, der Elefanten in Holzfällercamps in einer abgelegenen Gegend medizinisch betreut. Er schloss sich dem Tierarzt, der für die Tierschutzorganisation „ElefantAsia“ arbeitet, auf einer einwöchige Mission durch den Dschungel an. Daraus entstand die Graphic Novel Mit dem Elefantendoktor in Laos, welche 2013 auch in Deutsch erschien. „Man erfährt einiges über das Land, seine Bewohner und vor allem die Probleme des Alltags“, so eine Rezension.
Kugler erhielt positive Kritiken. „Er zeigt, wo Zeichnung der Fotografie überlegen sein kann“, sagte Rob Ryan, Künstler und Jurymitglied bei der Verleihung des „V&A Illustration“-Awards, der Journalist und ebenfalls Jury-Mitglied Bel Mooney fügte hinzu, Kugler kombiniere „das Detail, den Reichtum, die Energie, den Humor, um uns einen humanen Einblick in eine andere Welt zu vermitteln.“.
Daneben zeichnet Kugler auch Porträts, so von Jonathan Franzen, 50 Cent oder Tony Blair.
Seine Graphic Novel Dem Krieg entronnen erschien nach der original-englischen und einer deutschsprachigen Ausgabe 2019 nun auch auf Spanisch im gesamten spanischsprachigen Raum, beim Verlag Turner in Spanien und bei Hueders in Chile. Zudem wurde das Buch 2019 für den Medical Book Award nominiert, der von der British Medical Association verliehen wird.

## Stil
Kugler bezeichnet Hergé als Hauptgrund, Zeichner zu werden und als wichtigste zeichnerische Einflüsse nennt er zudem Comiczeichner wie Jean Giraud, Jacques Tardi, François Bourgeon und Joe Sacco sowie David Hockney und Otto Dix.
Er selbst nennt sein Werk „Illustrationen mit Text im Reportagestil, die fertigen Zeichnungen sind eine Kombination aus Reisetagebuch und einem Reise-Skizzenbuch“.
Text ist ein wichtiger Teil von Kuglers Arbeit; oft baut er Gespräche ein, die er vor Ort hört.

## Publikationen
- Mit dem Elefantendoktor in Laos, Edition Moderne, Zürich 2013, ISBN 978-3-03731-113-4.
- Dem Krieg entronnen, Edition Moderne, Zürich 2017, ISBN 978-3-03731-167-7.

## Auszeichnungen
- 2006 V&A Illustration Award (Illustration Award des Victoria und Albert Museums) (für die Serie „Kugler’s People“)
- 2011 V&A Illustration Award (für „Un thé en Iran“)